# Годоскоп

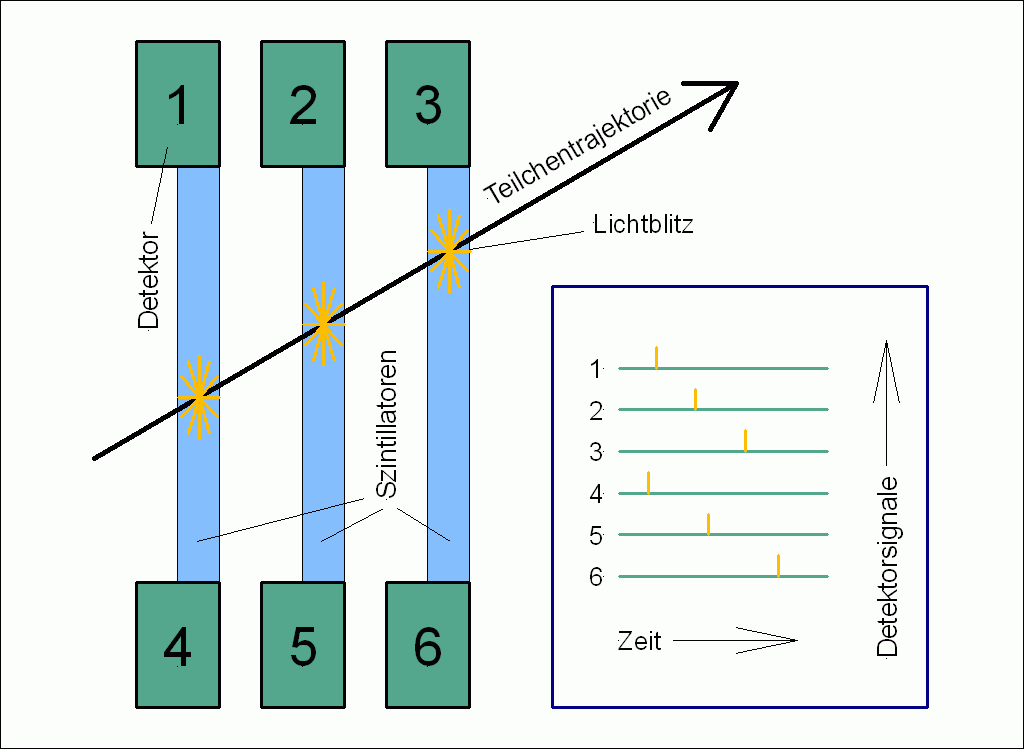
Принцип работы годоскопа

Годоскоп (от греческого «годос» — путь и «скопос» — наблюдатель) — прибор для экспериментального определения зависимости интенсивности потока заряженных элементарных частиц от угла в пространстве. Использует принцип регистрации последовательностей прохождения заряженных элементарных частиц сквозь многослойные разнонаправленные сцитилляционные детекторы. Слово «годоскоп» в буквальном переводе с греческого языка означает «прибор, показывающий траекторию». Современные годоскопы обладают разрешающей способностью в 1 угловой градус и площадью детектирующей поверхности до 10 кв. м.